# Klara brunszwicka
Klara (ur. 1 stycznia 1550, zm. 26 stycznia 1598) − księżniczka Brunszwiku-Lüneburga z dynastii Welfów, córka księcia Franciszka i Klary sasko-lauenburskiej. Od 28 maja 1565 żona Bernarda VII, księcia Anhaltu-Zerbst. Po śmierci pierwszego męża 1 marca 1570 została 8 września 1572 (po trwających od listopada poprzedniego roku rozmowach) żoną Bogusława XIII, księcia pomorskiego. Po śmierci 26 stycznia 1598 została pochowana w pocysterskim kościele we Franzburgu 16 lutego tego roku.